# 偷天任務
《偷天任務》（英語：Leverage），美國電視影集，2008年12月在美國 TNT 頻道首播，最終季第五季於2012年12月播映結束。此劇後來被韓國TV朝鮮電視台改編成為《偷天任務》。

## 劇情
一名民航機製造公司執行長，因為設計圖被敵對陣營竊取，雇用曾尋回許多無價藝術品的前保險調查員Nate Ford，帶領三個鬼才：天才神偷Parker、網路及電腦詐騙專家Alec Hardison和能空手入白刃的回收專家Eliot Spencer，組成前所未有的小組，潛入戒備森嚴的敵方偷回設計圖。但事成後卻發現遭竊並非事實，執行長意圖將對手多年心血佔為己有，再將小組一併滅口。四人心有不甘，找來詐欺犯中的翹楚－－演技讓人拍案叫絕的Sophie Devereaux，用計中計反使執行長落入圈套，最後遭聯邦調查局逮捕。一行五人決定組成一家公司，專門承接權勢金錢在利用法律漏洞的黑暗事件，因此展開一系列鋤強扶弱的俠盜故事。

## 演員表

### 主要演員
- 提摩西·赫頓（Timothy Hutton） - 飾演奈提·福特 Nate Ford (The Mastermind)

策劃指揮的首腦人物，前IYS保險公司首席調查員，為人正直，在公司服務超過20年，並且幫公司找回了價值數以百萬計的贓物。可是當他兒子重病時，公司老闆竟然以不合規定而拒絕給付他兒子的醫療保險，導致他兒子因此而病死。歷經喪子之痛下憤而辭職，染上酗酒惡習。
- 克里斯·肯恩（Christian Kane） - 飾演艾瑞特·史賓賽 Eliot Spencer (The Hitter)

賞金獵人，身手非常敏捷，專長處理暴力衝突狀況，是光聽槍聲就知道槍的種類的高手，同時他的廚藝也很好。
- 吉娜·貝爾曼（Gina Bellman） - 飾演蘇菲·戴瓦洛 Sophie Devereaux (The Grifter)

職業老千，平時是個演技不怎樣的演員，但當她開始騙人出千時，是位扮什麼像什麼出神入化的女騙子。
- 歐帝斯·哈吉（Aldis Hodge） - 飾演艾力克·哈迪森 Alec Hardison (The Hacker)

天才電腦駭客，什麼電腦高科技什麼都會，善長偽造各種身份的專家，非常聰明而且細心又幽默。
- 貝絲·蕾斯葛拉芙（Beth Riesgraf） - 飾演帕可 Parker (The Thief)

神偷，童年受過很大的刺激，常會憑直覺瘋狂上天下地、神出鬼沒的飛賊，什麼事都做的出來，但其實她是很單純率真的個性，非常愛錢。

## 外部連結
- （英文） 官方網站
- （繁體中文）AXN 偷天任務